# José Villalonga
José Villalonga Llorente byl španělský fotbalový trenér. Trénoval Real Madrid, Atlético Madrid a španělskou reprezentaci.
S kluby vyhrál 2× Pohár mistrů, 1× Pohár vítězů pohárů, 2× španělskou ligu a 2× Latinský pohár. Se španělskou reprezentací vyhrál v roce 1964 mistrovství Evropy.

## Trenérská kariéra

### Real Madrid
Villalonga se stal trenérem Realu Madrid uprostřed sezony 1954/55. V této sezoně nakonec tým vyhrál španělskou ligu i Latinský pohár.
V následující sezoně 1955/56 vyhrál Real první ročník Poháru mistrů, když ve finále porazil v Paříži Remeš 4:3.
V sezoně 1956/57 vyhrál Real Poháru mistrů znovu, když ve finále porazil na domácím stadionu v Madridu Fiorentinu 2:0. Ve stejném roce vyhrál i španělskou ligu a Latinský pohár.

### Atlético Madrid
V letech 1959–1962 byl Villalonga v Atléticu Madrid. V letech 1960 a 1961 tým vyhrál španělský pohár, když v obou případech porazil ve finále Real Madrid.
V roce 1962 tým vyhrál Pohár vítězů pohárů, když ve finále hrál v květnu s Fiorentinou v Glasgow 1:1 a v září ve Stuttgartu 3:0.

### Španělsko
V letech 1962–1966 byl Villalonga trenérem španělské reprezentace. V kvalifikaci o Euro 1964 tým postupně přešel přes Rumunsko (6:0 a 1:3), Severní Irsko (1:1 a 1:0) a Irsko (5:1 a 2:0). Pořadatelství finálového turnaje dostalo Španělsko. Domácí v semifinále porazili Maďarsko 2:1 po prodloužení a ve finále Sovětský svaz 2:1.
Villalonga vedl Španělsko i na mistrovství světa 1966. V základní skupině hrál tým 1:2 s Argentinou, 2:1 se Švýcarskem a 1:2 se Západním Německem a vypadl.

## Úspěchy

### Klubové
Real Madrid
- Pohár mistrů: 2
  - 1955/56, 1956/57
- Latinský pohár: 2
  - 1955, 1957
- Španělská liga: 2
  - 1954/55, 1956/57

Atlético Madrid
- Pohár vítězů pohárů: 1
  - 1961/62
- Španělský pohár: 2
  - 1959/60, 1960/61

### Reprezentační
Španělsko
- Mistrovství Evropy: 1
  - 1964